# Point Place
Point Place is een fictieve stad in Wisconsin als plaats van handeling in zowel de serie That '70s Show als de spin-off That '90s Show.

## Herkenbare punten
- The Auto Parts Plant — De plek waar Red in het begin van de serie werkt.
- Het huis van de familie Forman — Het huis van de hoofdpersoon Eric Forman. Hier speelt zich 95% van de serie af.
- The Hub — Een uitgaansplek voor de lokale jongeren.
- The Water Tower — De watertoren waar de jongeren een wietblad op spuiten, en waar bijna iedereen vanaf valt.
- Fotohut — De lokale fotowinkel. Leo Chingkwake is de eigenaar en Steven Hyde werkt hier.
- Grooves — De platenwinkel van Steven en z'n zus Angie Barnett
- Forman and Son's Muffler Shop' — De winkel van Red Forman die opent in seizoen 7
- Bargain Bob's — De winkel van Bob Pinciotti die moet sluiten omdat hij niet kan concurreren met Price Mart.
- Price-Mart — Een grote supermarkt, en onderdeel van een keten.
- WFPP — Het radiostation waar Donna Pinciotti werkt.
- Point Place Church — Een kerk waar de familie Forman en de familie Pinciotti naartoe gaan. De lokale priester is Pastor Dave.
- Fatso Burger — Een fastfoodzaak waar Eric in het begin van de serie werkt. Ze stelen er later ook de mascotte.
- Point Place High — De school waar de tieners naartoe gaan.
- Funland — Een pretpark in de buurt. Michael Kelso raakt hier altijd de weg kwijt.
- Mount Hump — Een berg waar veel liefde wordt bedreven door lokale tieners.
- The Lake — Een meertje in de buurt. De tieners gaan hier weleens skinny dippen.
- Le Motel — Een Frans hotel waar Casey Kelso met Donna heen gaat.

## Voetnoten
1. ↑  That '70s Show FAQs. Gearchiveerd op 31 december 2005.